# Liri (Cameroun)
Liri (ou Ldiri) est une localité du Cameroun située dans le département du Mayo-Tsanaga et la Région de l'Extrême-Nord, à proximité de la frontière avec le Nigeria, dans les monts Mandara. Elle fait partie de la commune de Mogodé et du canton de Mogodé rural.

## Population
En 1966-1967, Liri comptait 1 901 habitants, pour la plupart des Peuls et des Kapsiki. À cette date, elle disposait d'un marché hebdomadaire le mardi et d'un marché d'arachide.
Lors du recensement de 2005, on y a dénombré 4 252 personnes.